# Chamsin
El jamsin (árabe: خمسين jamsīn, "cincuenta"), también conocido como jamasin (árabe, خماسين jamāsīn, "cincuentas"), se refiere a un viento local polvoriento, seco y cálido que sopla en el norte de África y la península arábiga. Vientos parecidos en la zona son el siroco y el simún.

## Descripción
El jamsin puede ser provocado por depresiones que se mueven hacia el este a lo largo de las partes meridionales del Mediterráneo o a lo largo de la costa de África del Norte desde febrero a junio.

En Egipto, el jamsin normalmente llega en abril pero ocasionalmente acontecen en marzo y mayo, llevando grandes cantidades de arena y polvo de los desiertos, con una velocidad de hasta 140 kilómetros por hora, y una subida de las temperaturas de hasta 20 °C en dos horas. Se cree que sopla "a intervalos durante alrededor de 50 días", aunque raramente acontece "más de una vez a la semana y dura sólo unas pocas horas cada vez." Un relato del siglo XIX del jamsin en Egipto dice:
Estos vientos, aunque rara vez hacen que el termómetro de Fahrenheit suba por encima de 95° en el Bajo Egipto, o en el Alto Egipto 105°, son terriblemente opresivas, incluso para los nativos. Cuando la peste visita Egipto, es generalmente en la primavera; y la enfermedad es más severa en el período del jamsin.
 El mismo relato cuenta que los musulmanes en Egipto "calculan el período de jamsin... para comenzar el día inmediatamente posterior al festival copto de lunes de Pascua, y acabar en el Días de Pentecostés; un intervalo de cuarenta y cinco días."
Durante la campaña egipcia de Napoleón, los soldados franceses tuvieron dificultades con el jamsin: cuando la tormenta apareció "como una mancha sangrienta en el cielo lejano", los nativos se fueron a refugiar, mientras que los franceses "no reaccionaron hasta que fue demasiado tarde, luego tosieron y se desmayaron en los cegadores y sofocantes muros de polvo." Durante la campaña del norte de África de la Segunda Guerra Mundial, "las tropas aliadas y las alemanas se vieron en varias ocasiones forzados a detenerse en mitad de la batalla debido a las tormentas de arena causadas por el jamsin... Los granos de arena arremolinados por el viento cegaban a los soldados y creaban perturbaciones eléctricas que hacían inútiles las brújulas."

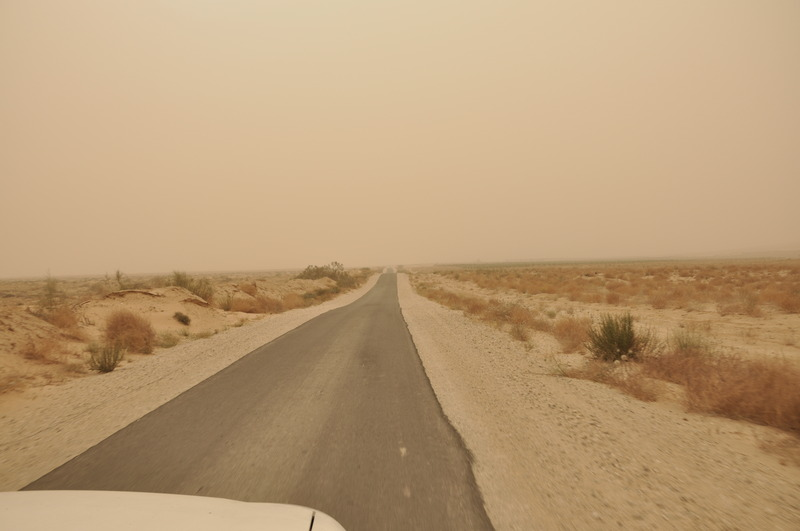
Sharav en Israel

En Israel, el jamsin (pronunciado chamsin) (hebreo, חמסין) es conocido más formalmente como sharav (שרב), y el término bíblico para el jamsin es ruah qadīm (רוח קדים) o "viento del este".